# دوري كونغو الديمقراطية الممتاز 2015–16
الدوري الوطني الكونغولي 2015–16 هو الموسم 59 من الدوري الوطني الكونغولي. كان عدد الأندية المشاركة فيه 28، وفاز فيه تي بي مازيمبي.